# Яновиці (Сілезьке воєводство)
Яновиці (пол. Janowice) — село в Польщі, у гміні Бествіна Бельського повіту Сілезького воєводства.
Населення — 1646 осіб (2011).
У 1975-1998 роках село належало до Катовицького воєводства.

## Демографія
Демографічна структура станом на 31 березня 2011 року:
|          | Загалом | Допрацездатний вік | Працездатний вік | Постпрацездатний вік |
| -------- | ------- | ------------------ | ---------------- | -------------------- |
| Чоловіки | 803     | 151                | 569              | 83                   |
| Жінки    | 843     | 154                | 517              | 172                  |
| Разом    | 1646    | 305                | 1086             | 255                  |